# ميهاي يونسكو
ميهاي يونسكو (بالرومانية: Mihai Ionescu)‏ (19 نوفمبر 1936 ببوخارست في رومانيا - 19 يناير 2011 ببوخارست في رومانيا) هو لاعب كرة قدم روماني في مركز حراسة المرمى. شارك مع منتخب رومانيا لكرة القدم. أما مع النوادي، فقد لعب مع نادي بترولول بلويشتي.

## وصلات خارجية
- ميهاي يونسكو على موقع قاعدة بيانات كرة القدم.إي يو (الإنجليزية)
- ميهاي يونسكو على موقع ناشيونال فوتبول تيمز (الإنجليزية)